# Pachypasa limosa
Pachypasa limosa là một loài bướm đêm thuộc họ Lasiocampidae. Nó được tìm thấy ở miền nam Pháp, bán đảo Iberia và Bắc Phi.
Sải cánh dài 20–23 mm. Con trưởng thành bay từ tháng 6 đến tháng 7.
Recorded food plants include Cupressus và Juniperus species.